# Sceptrophasma bituberculatum
Sceptrophasma bituberculatum är en insektsart som först beskrevs av Ludwig Redtenbacher 1889.  Sceptrophasma bituberculatum ingår i släktet Sceptrophasma och familjen Diapheromeridae. Inga underarter finns listade i Catalogue of Life.